# Kazimierz Czekaj

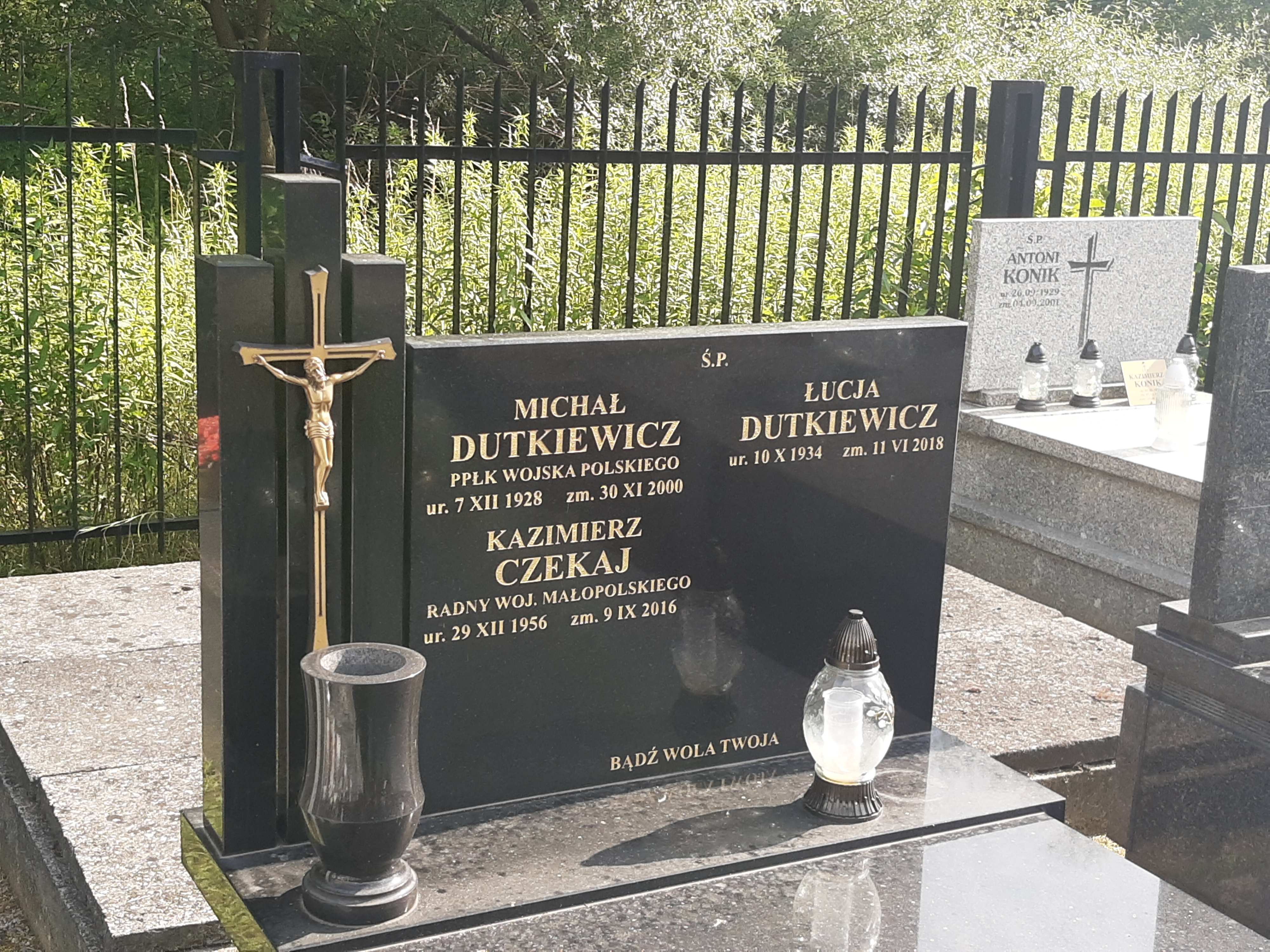
Grób Kazimierza Czekaja na Cmentarzu Salwatorskim

Kazimierz Józef Czekaj (ur. 29 grudnia 1956 w Bochni, zm. 9 września 2016 w Bęble) – polski prawnik, samorządowiec, przedsiębiorca i piekarz, radny sejmiku województwa małopolskiego II, III, IV i V kadencji.

## Życiorys
Urodził się 29 grudnia 1956 w Bochni. W Krakowie ukończył XV Liceum Ogólnokształcące, a następnie studia na Wydziale Prawa i Administracji Uniwersytetu Jagiellońskiego. W latach 1980–1983 odbył aplikację prokuratorską, a 13 grudnia 1983 zdał egzamin prokuratorski.
Od 1984 był współwłaścicielem piekarni w Krakowie, a od 1985 również w podkrakowskim Zabierzowie, gdzie przez lata prowadził piekarnię Rafapol (jako prezes zarządu i główny udziałowiec). Był prezesem Jurajskiej Izby Gospodarczej oraz współzałożycielem Małopolskiego Porozumienia Organizacji Pracodawców (2005), Ogólnopolskiego Porozumienia Piekarzy (2004), Małopolskiej Izby Produktów Regionalnych, Tradycyjnych i Lokalnych oraz Stowarzyszenia Społecznego „Porozumienie Podkrakowskie”. W 2010 był inicjatorem rejestracji obwarzanka krakowskiego jako produktu o chronionym oznaczeniu geograficznym w Unii Europejskiej. Był również organizatorem Święta Chleba w Krakowie oraz Małopolskiego Festiwalu Smaku.
W latach 1998–2002 był radnym powiatu krakowskiego. W 2002 po raz pierwszy został wybrany do sejmiku województwa małopolskiego z listy koalicji PO-PiS (jako przedstawiciel Platformy Obywatelskiej) – zdobył 8371 głosów. Z powodzeniem ubiegał się o reelekcję w wyborach samorządowych w 2006 i 2010 z ramienia PO, otrzymując odpowiednio 13 336 głosów i 15 303 głosy. W 2014 nie został ponownie wybrany (wynikiem 5646 głosów), powrócił jednak do sejmiku jeszcze w tym samym roku, obejmując mandat radnego zwolniony przez Stanisława Kracika. W kadencji 2010–2014 był przewodniczącym Komisji Budżetu, Mienia i Finansów. Zasiadał również w radzie nadzorczej Wojewódzkiego Funduszu Ochrony Środowiska i Gospodarki Wodnej w Krakowie. Był członkiem Rady Krajowej Polskiej Izby Produktów Regionalnych i Lokalnych oraz Komisji Wspólnej Samorządu Gospodarczego i Terytorialnego działającej przy marszałku województwa małopolskiego. W 2011 bez powodzenia kandydował do Senatu, nieznacznie przegrywając z Bogdanem Pękiem.
Zginął 9 września 2016 w Bęble, wskutek wypadku samochodowego na DK94 w Czajowicach. 15 września pochowany został na Cmentarzu Salwatorskim w Krakowie (kwatera U/2/15).

## Odznaczenia i wyróżnienia
W 2013 otrzymał Złoty Krzyż Zasługi. Fundacja im. Brata Alberta uhonorowała go tytułem „Dobry jak chleb”. W 2016 prezydent Andrzej Duda odznaczył go pośmiertnie Krzyżem Kawalerskim Orderu Odrodzenia Polski.

## Życie prywatne
Syn Anny i Józefa, radnego miasta Krakowa. Był żonaty z Marią, nauczycielką i dyrektorką szkoły. Ich córka Aleksandra została prawniczką. Mieszkał w Zelkowie.